# Schloss Petzenkirchen

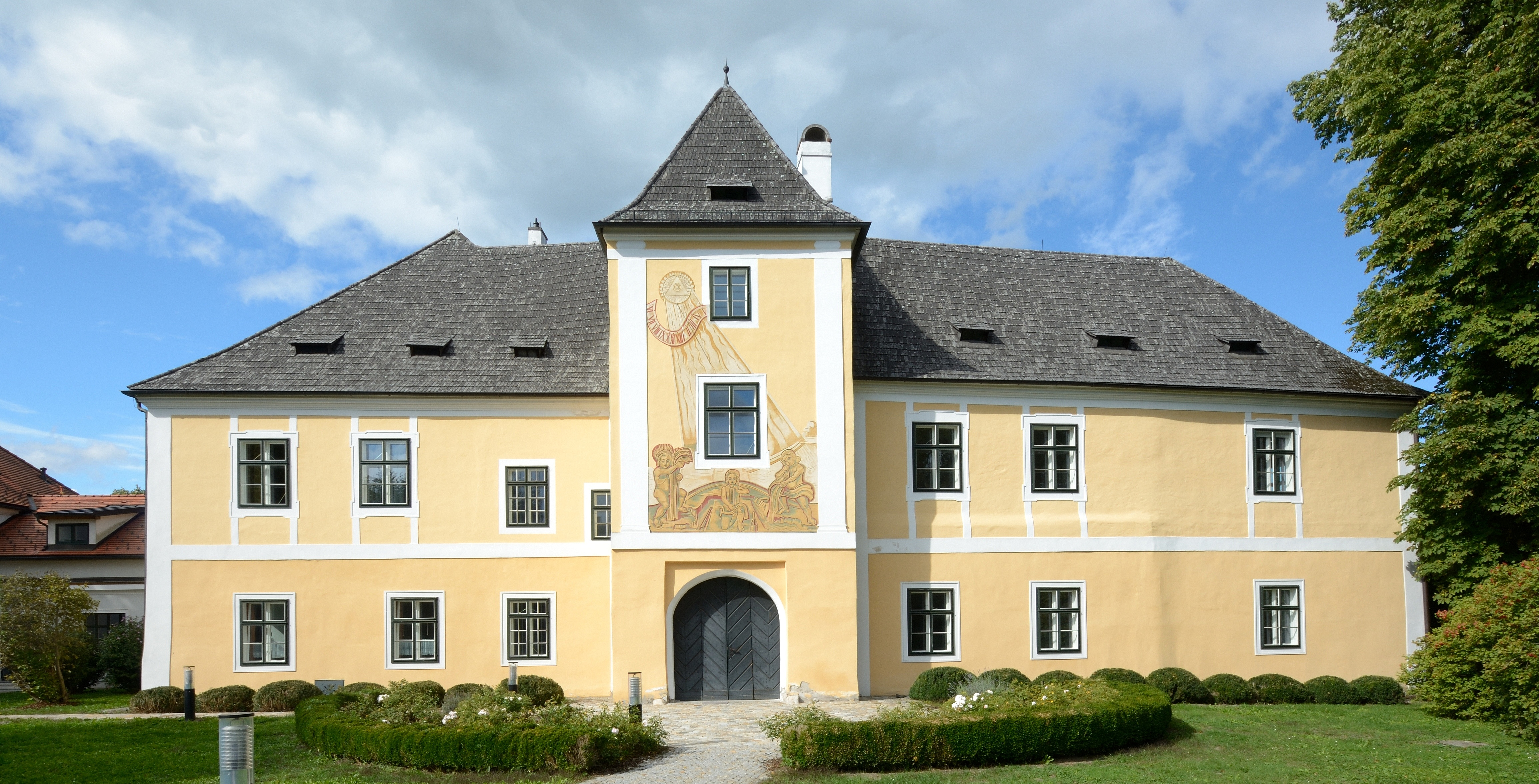
Schloss Petzenkirchen

Das Schloss Petzenkirchen ist ein Schloss in der Marktgemeinde Petzenkirchen in Niederösterreich. Das Schlossgebäude steht unter Denkmalschutz (Listeneintrag).

## Geschichte
Das ehemals von einem Wassergraben umgebene Schloss wurde im Kern in spätmittelalterlicher frühneuzeitlicher Zeit erbaut. Urkundlich wurde 1285 ein Daniel von Petzenkirchen genannt. Das Schloss ging 1628 an Adam von Gabelkover. 1823 erwarb Kaiser Franz I. das Schloss für den Patrimonialfond. 1945 wurde im Schloss das Bundesversuchsinstitut für Kulturtechnik und technische Bodenkunde eingerichtet. Ein Anbau aus 1953 wurde mit einem schmalen Trakt mit dem Altbau verbunden. Ab 1999 erfolgte eine Gesamtinstandsetzung mit einem Umbau mit einer Hofüberdachung.

## Architektur
Der zweigeschoßige ungegliederte Bau mit außenbündigen Sprossenfenstern und Kordongesims hat einen dreigeschoßigen halb-eingestellten gedrungenen Fassaden- und Torturm unter einem Zeltdach mit einem abgefasten Rundbogenportal aus der 1. Hälfte des 16. Jahrhunderts. Der Turm zeigt ein Sgraffito des Malers Sepp Zöchling. Nordseitig ist ein gemaltes Wappen Gabelkover (1690).
Die Durchfahrt zum kleinen Hof ist kreuzgratgewölbt und der Stiegenaufgang ist kreuzgratgewölbt und netzgratgewölbt. Im Obergeschoß des Altbaues sind Flachdecken. Es gibt Reste einer Holzbalkendecke mit einem Unterzug mit Kerbschnittdekor aus der 1. Hälfte des 17. Jahrhunderts.